# Valcheta
Valcheta ist die Hauptstadt des Departamento Valcheta in der Provinz Río Negro im südlichen Argentinien. Man erreicht den Ort vom Osten und Westen über die Ruta Nacional 23 und die Eisenbahn SEFEPA und vom Norden her über die Ruta Provincial 4.

## Geographie
Valcheta liegt inmitten der patagonischen Hochebene in einem Tal, das vom Arroyo Valcheta durchflossen wird. Das Tal ist eine fruchtbare, vom Klima begünstigte Oase mit abwechslungsreicher Vegetation vom Wald bis zur Obstplantage und Luzernenfeldern. 

## Klima
Das Klima ist gemäßigt kühl mit geringen Niederschlägen. Die jährliche Niederschlagsmenge beträgt rund 200 Millimeter. Die durchschnittlicher Temperatur im Januar liegt um 21 °C und im Juli um 5 °C.

## Geschichte
Man betrachtet die Ankunft von General Juan Manuel de Rosas während des Wüstenfeldzugs am 19. Juni 1889 als Entdeckung von Valcheta.
Als Gründungsdatum des Ortes wird der 5. Oktober 1869 gefeiert.

## Sehenswertes
- Museo Regional. Fossile Eier von Dinosauriern.
- El Bosque petrificado. Der versteinerte Wald.

## Feste
- Fiesta de la Matra (19. und 20. Juni). Die Matra ist ein Webteppich in der Tradition der Mapuche. Eingebettet in eine Kunsthandwerksausstellung und Folkoreveranstaltungen stellen die Mapuche im Rahmen dieses Volksfestes, das seit 1984 gefeiert wird, ihre Matras zum Verkauf. Gleichzeitig wird der Gründung der Colonia Valcheta gedacht.
- Nuestra Señora de Luján (12. Oktober), Patronatsfest